# Hemisus brachydactylus
Hemisus brachydactylus är en groddjursart som beskrevs av Laurent 1963. Hemisus brachydactylus ingår i släktet Hemisus och familjen Hemisotidae. IUCN kategoriserar arten globalt som otillräckligt studerad. Inga underarter finns listade i Catalogue of Life.